# Xã Champion, Quận Williams, Bắc Dakota
Xã Champion (tiếng Anh: Champion Township) là một xã thuộc quận Williams, tiểu bang Bắc Dakota, Hoa Kỳ. Năm 2010, dân số của xã này là 16 người.